# Liste der Flughäfen in Aserbaidschan
Die Liste der Flughäfen in Aserbaidschan sortiert nach Orten.
| Stadt    | ICAO-Code        | IATA-Code        | Name des Flughafens              | Passagiere (2023) |
| -------- | ---------------- | ---------------- | -------------------------------- | ----------------- |
| Baku     | UBBB             | GYD              | Flughafen Baku                   | 5.850.000         |
| Füzuli   | UBBF             | FZL              | Flughafen Füzuli                 |                   |
| Gandscha | UBBG             | GNJ              | Flughafen Ganja                  | 218.000           |
| Lənkəran | UBBL             | LLK              | Flughafen Lənkəran               | 16.800            |
| Naxçıvan | UBBN             | NAJ              | Flughafen Naxçıvan               | 744.000           |
| Xankəndi |                  |                  | Flughafen Xankəndi (Stepanakert) |                   |
| Yevlax   |                  |                  | Flugplatz Yevlax                 |                   |
| Zəngilan | (noch unbekannt) | (noch unbekannt) | Flughafen Zəngilan               |                   |

Die fett markierten Flughäfen bieten Linienflüge an.